# Notophyllum coecum
Notophyllum coecum är en ringmaskart som beskrevs av Fauvel 1913. Notophyllum coecum ingår i släktet Notophyllum och familjen Phyllodocidae. Inga underarter finns listade i Catalogue of Life.